# Douglas Kertland
Douglas Edwin Kertland (* 23. November 1887 in Toronto; † 4. März 1982) war ein kanadischer Ruderer.

## Karriere
Kertland trat bereits in jungen Jahren dem Argonaut Rowing Club bei, dem zuvor schon sein Vater und sein Bruder angehörten. 1908 nahm er an den Olympischen Spielen in London teil und gewann mit dem kanadischen Achter die Bronzemedaille.
Während des Ersten Weltkriegs diente er im 126. Bataillon in Europa. Nach Kriegsende absolvierte er in England eine Ausbildung zum Architekten und kehrte schließlich nach Kanada zurück. Dort arbeitete er zunächst mit dem Architekten John M. Lyle zusammen, bevor er 1926 sein eigenes Büro in Toronto eröffnete.
Kertland spezialisierte sich auf den Bau von Krankenhäusern und Bankgebäuden. Zu seinen bekanntesten Werken zählt das Art Déco Automotive Building, das 1929 für die Canadian National Exhibition errichtet wurde. In den 1920er- und 1930er-Jahren prägten zahlreiche weitere Bauwerke seine Handschrift.
Später wurde er Präsident des Royal Architectural Institute of Canada.